# Hôtel de ville de Boulogne-Billancourt
L'hôtel de ville de Boulogne-Billancourt est un édifice situé à Boulogne-Billancourt, en France.

## Localisation
L'hôtel de ville est situé dans le département français des Hauts-de-Seine, sur la commune de Boulogne-Billancourt, au 26, avenue André-Morizet dans le centre de la ville. Il est localisé en face de l'hôtel des Postes (œuvre de Charles Giroud), à proximité de la station de métro Marcel Sembat.

## Caractéristiques

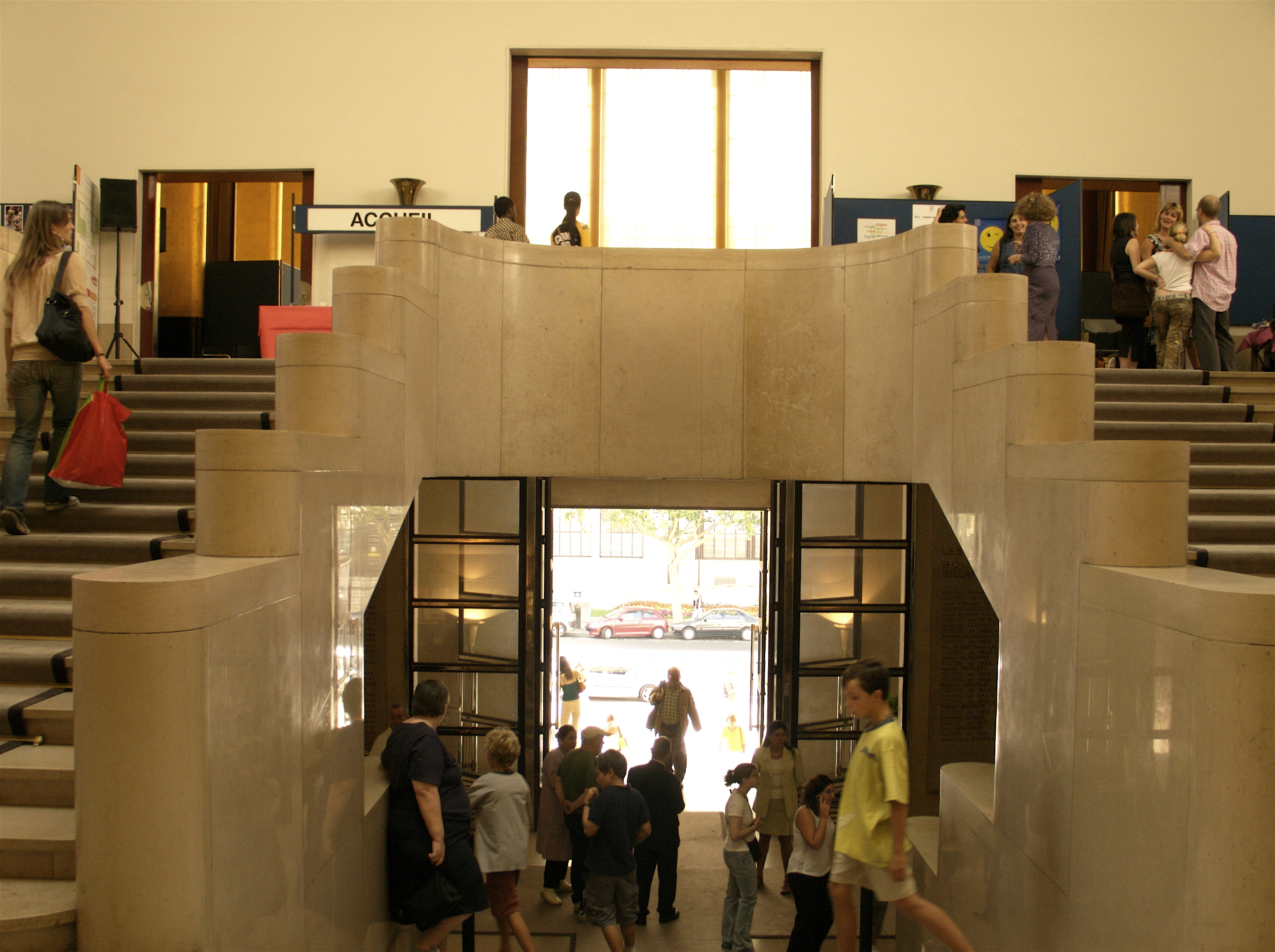
Escalier d'honneur de l'hôtel de ville.

L'édifice est constitué de deux bâtiments en béton armé, en forme de parallélépipèdes, accolés l'un à l'autre. Le premier abrite les services de la mairie (salle du conseil, cabinets, salles de réception, etc.) Le second regroupe tous les services administratifs.
Ce dernier est structuré autour d'un hall intérieur de trois étages, le hall des guichets, éclairé par des verrières zénithales. Chacun des étages possède une galerie suspendue, qui fait le tour du hall. Tous les services sont distribués autour de ce hall afin de limiter les couloirs.
Il est de style Art déco. Il s'agit du style architectural phare de Boulogne-Billancourt, qui a connu un essor important dans les années 1920 et 1930.

## Historique
L'hôtel de ville est construit à l'initiative du maire de Boulogne-Billancourt André Morizet (1875-1942). Après son élection en 1919, il cherche à doter Boulogne d'un hôtel de ville important. En 1925, il envoie une mission en Belgique afin d'observer les édifices publics modernes qui y sont bâtis ; l'hôtel communal de Schaerbeek retient l'attention de Morizet, qui souhaite faire de sa mairie une « usine municipale ». Il choisit l'architecte Tony Garnier pour concrétiser le projet. 
L'hôtel de ville est construit entre 1931 et 1934 ; Tony Garnier ne pouvant pas diriger les travaux, cette direction incombe à Jacques Debat-Ponsan, architecte et beau-frère d'André Morizet. Les rampes, cloisons et porte d'entrée du bâtiment sont réalisées dans les ateliers de Jean Prouvé . 
Les façades et toitures de l’édifice sont inscrites au titre des monuments historiques par arrêté du 15 janvier 1975. 

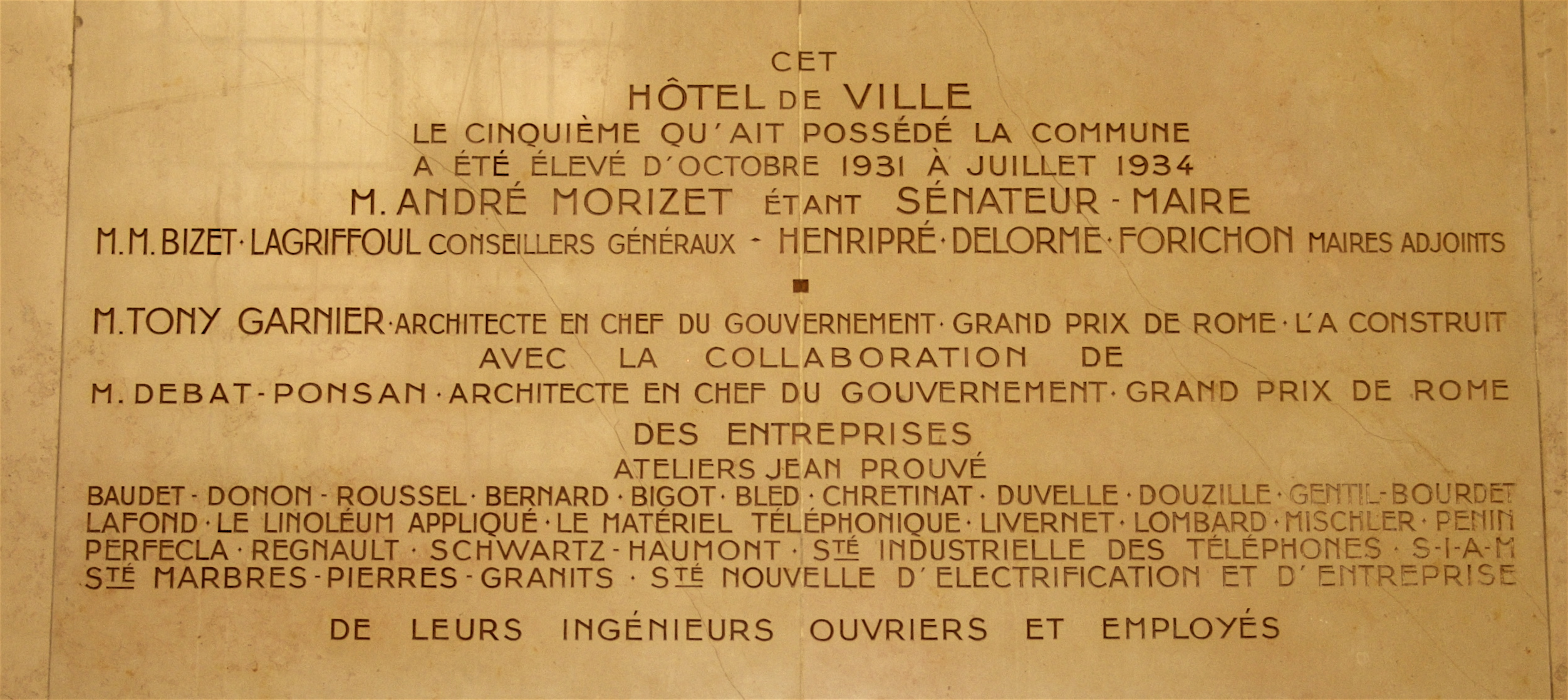
Plaque apposée dans le hall de l'hôtel de ville listant les contributeurs de sa construction.

## Galerie

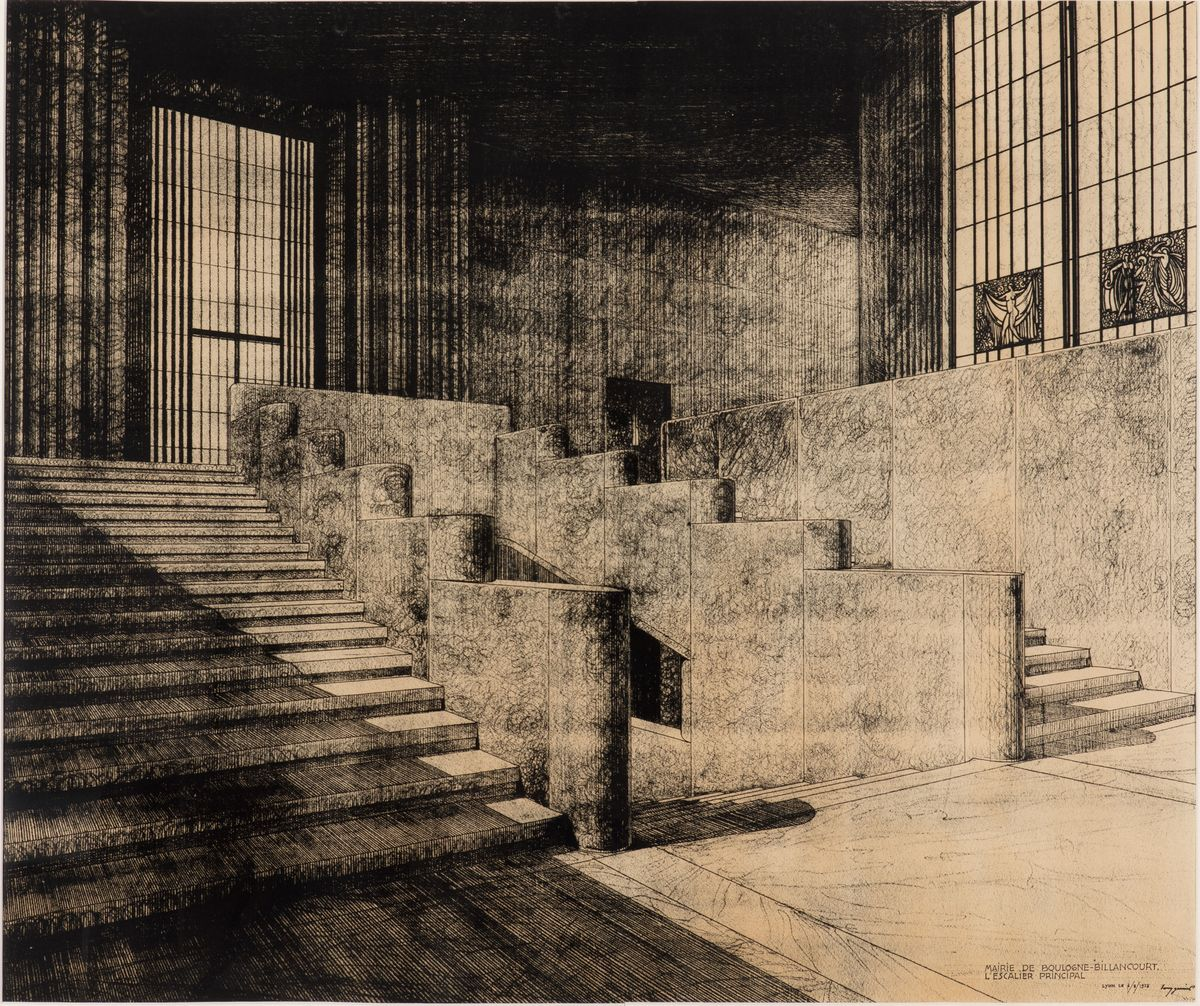
Escalier principal, dessin préparatoire de Tony Garnier, conservé au Musée de beaux-arts de Lyon.
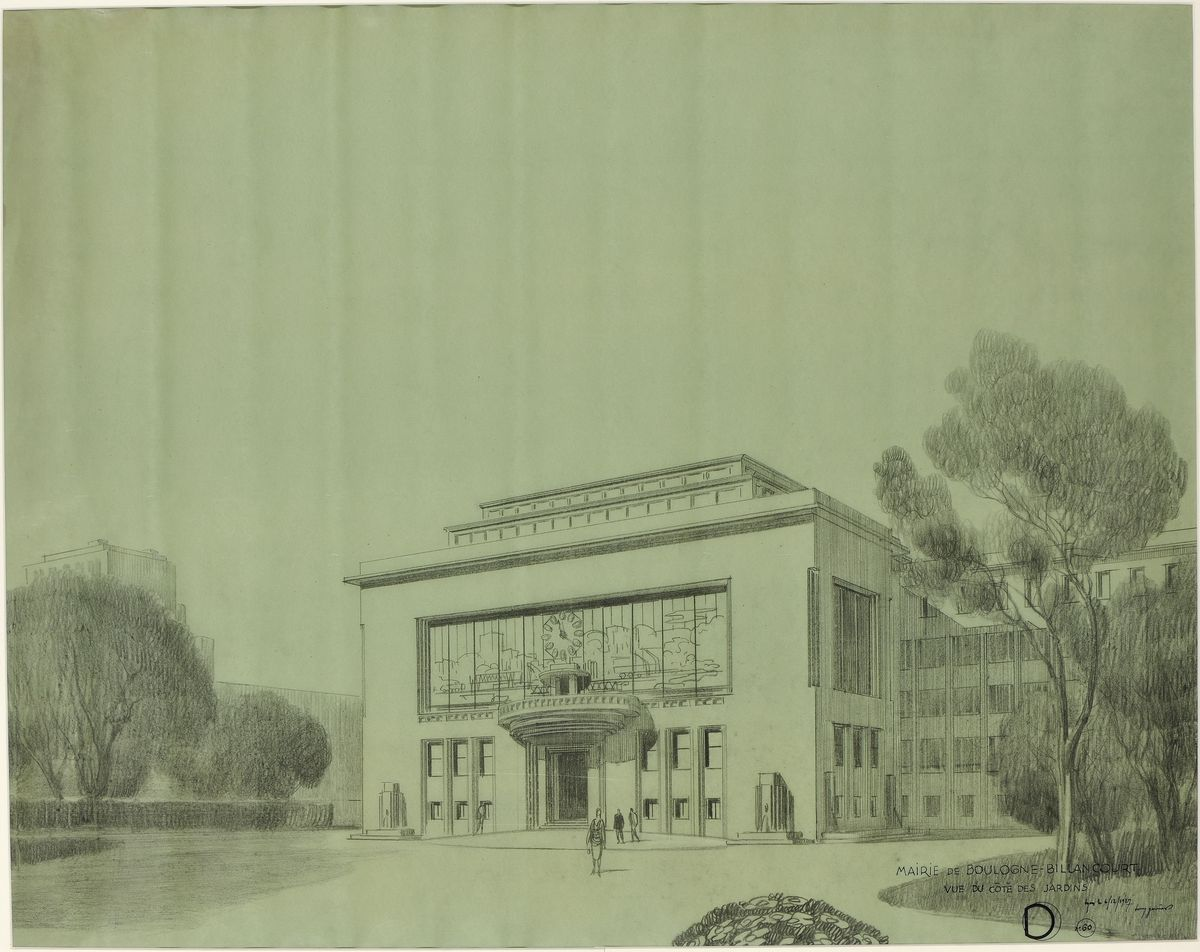
Façade des jardins, dessin préparatoire de Tony Garnier, conservé au Musée de beaux-arts de Lyon.
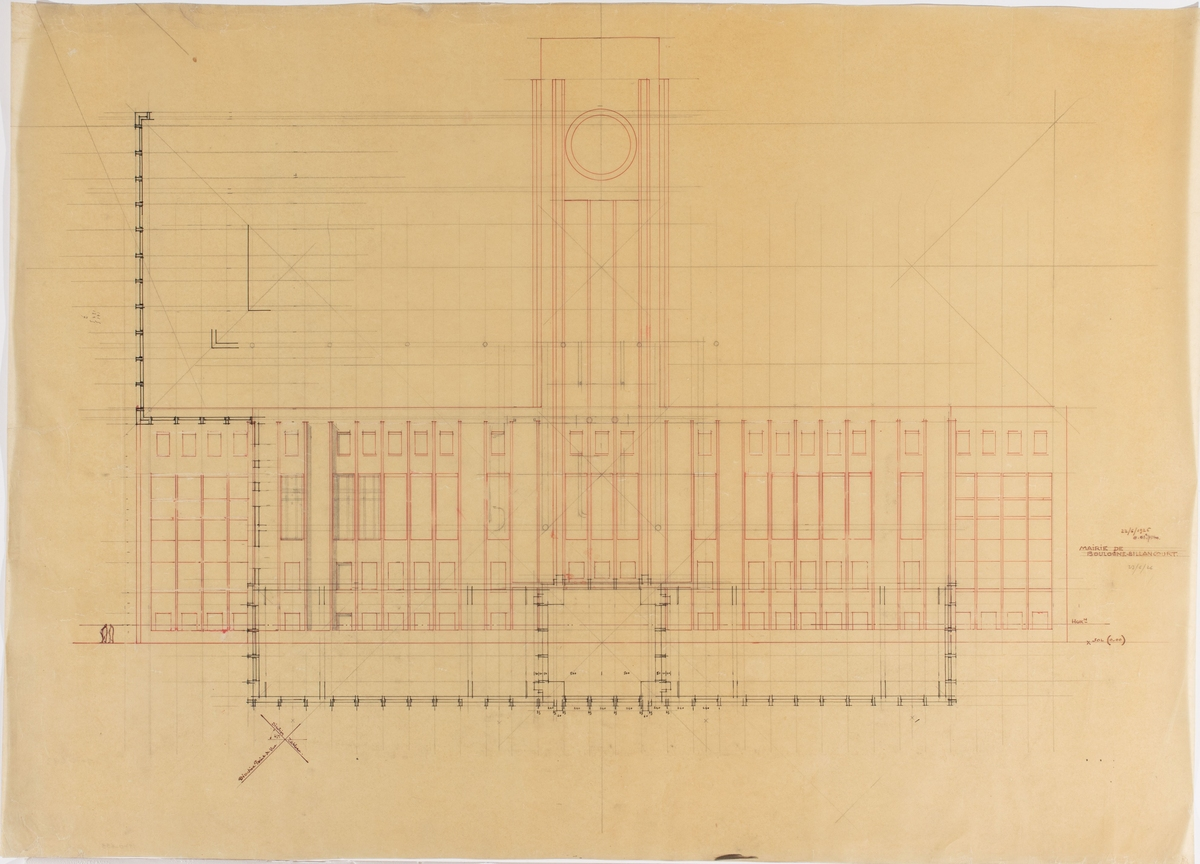
Dessin préparatoire de Tony Garnier, conservé au Musée de beaux-arts de Lyon.
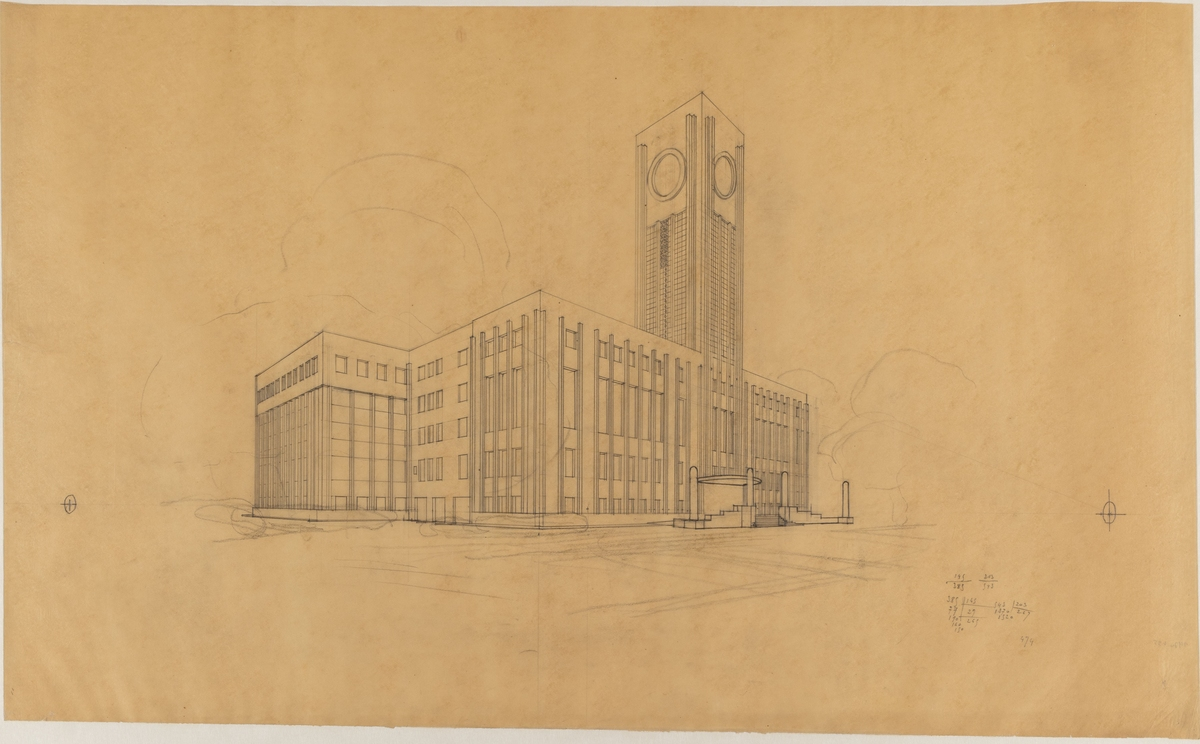
Dessin préparatoire de Tony Garnier, conservé au Musée de beaux-arts de Lyon.
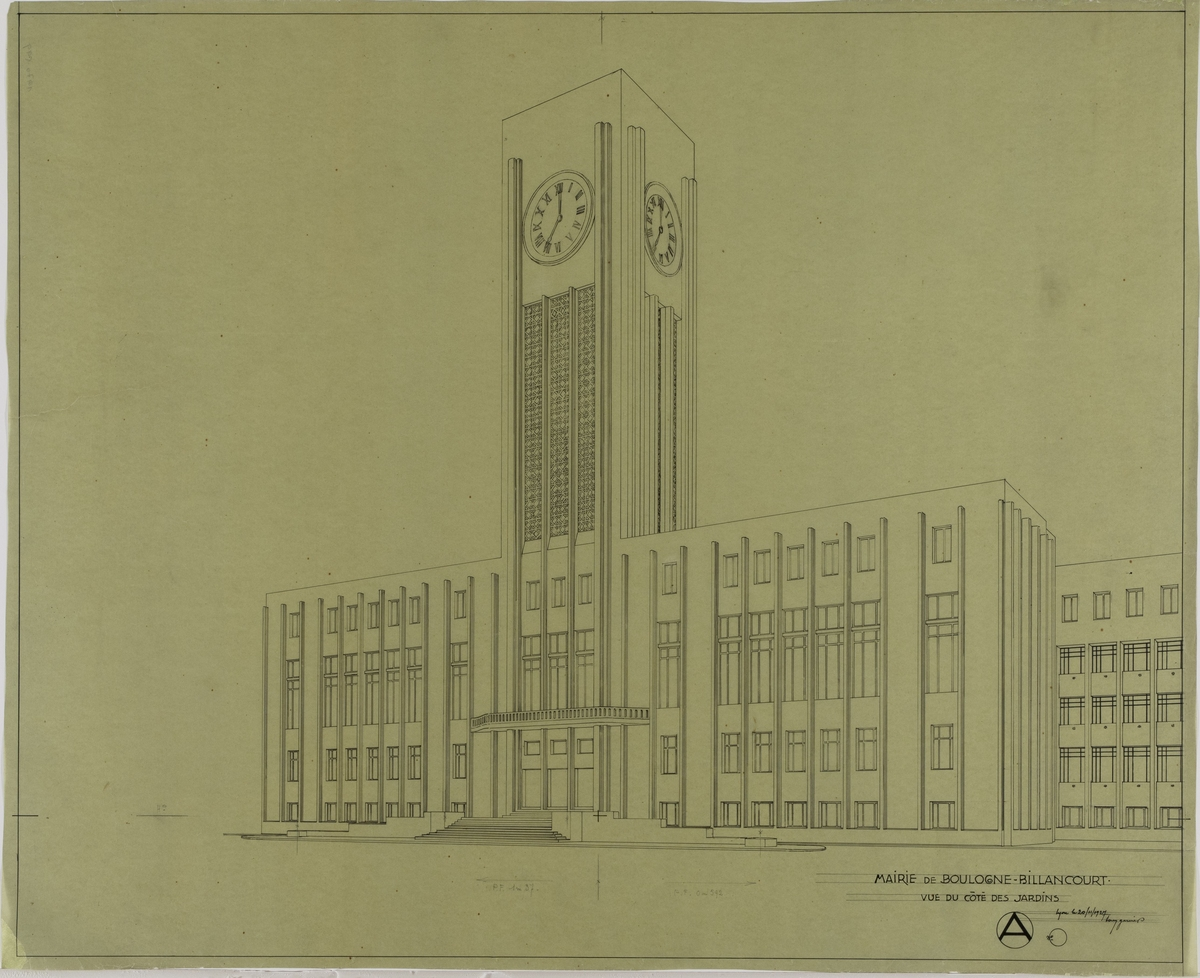
Dessin préparatoire de Tony Garnier, conservé au Musée de beaux-arts de Lyon.
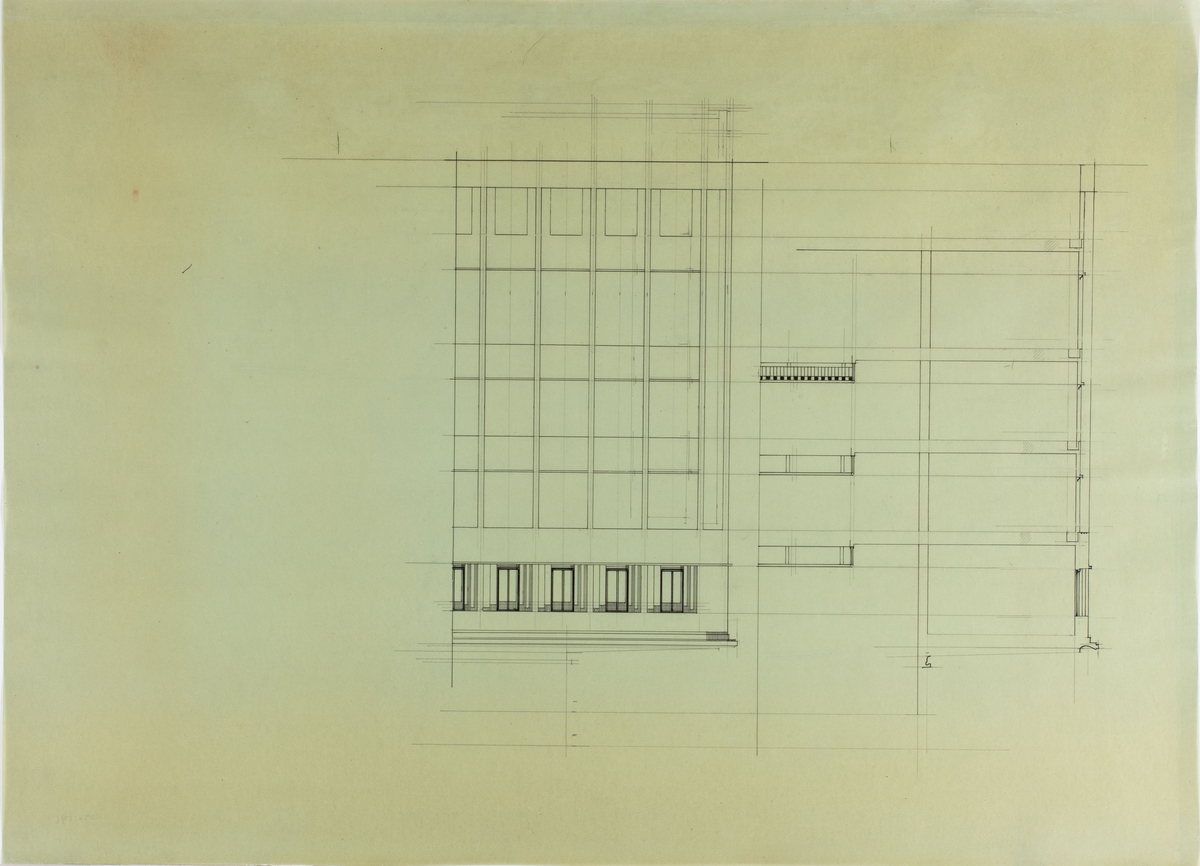
Dessin préparatoire de Tony Garnier, conservé au Musée de beaux-arts de Lyon.
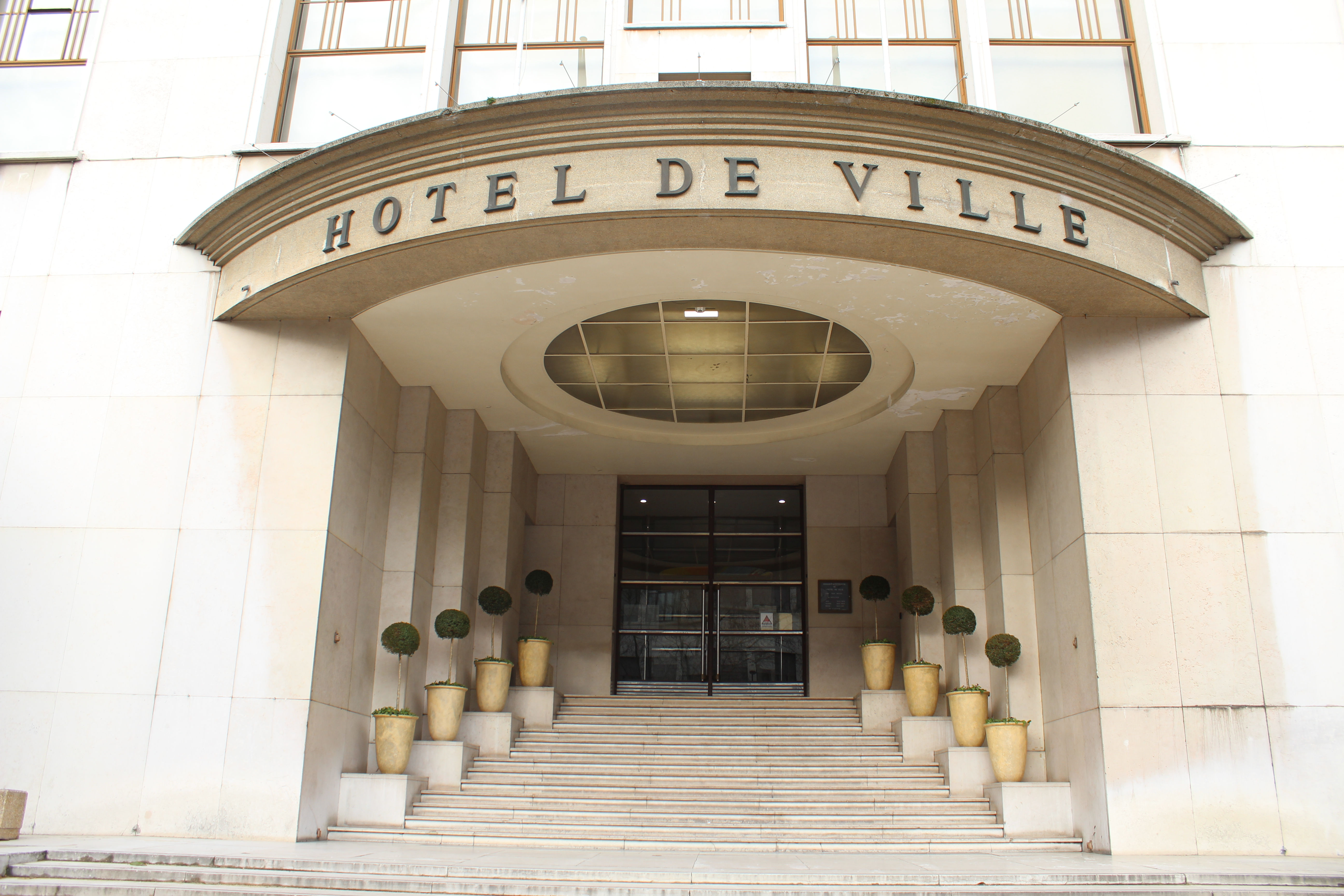
Entrée de l'hôtel de ville.
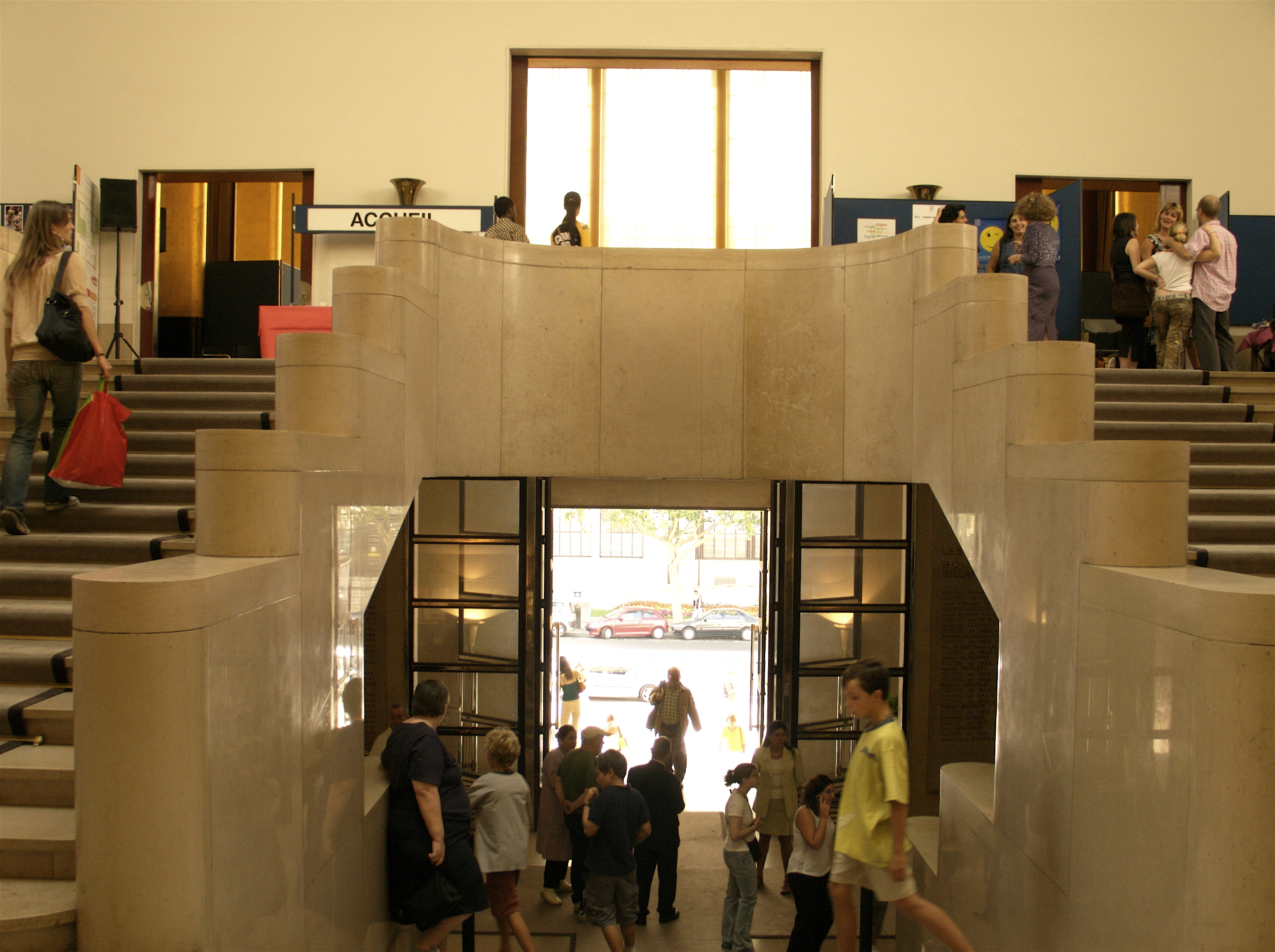
Hall d'entrée de l'hôtel de ville.
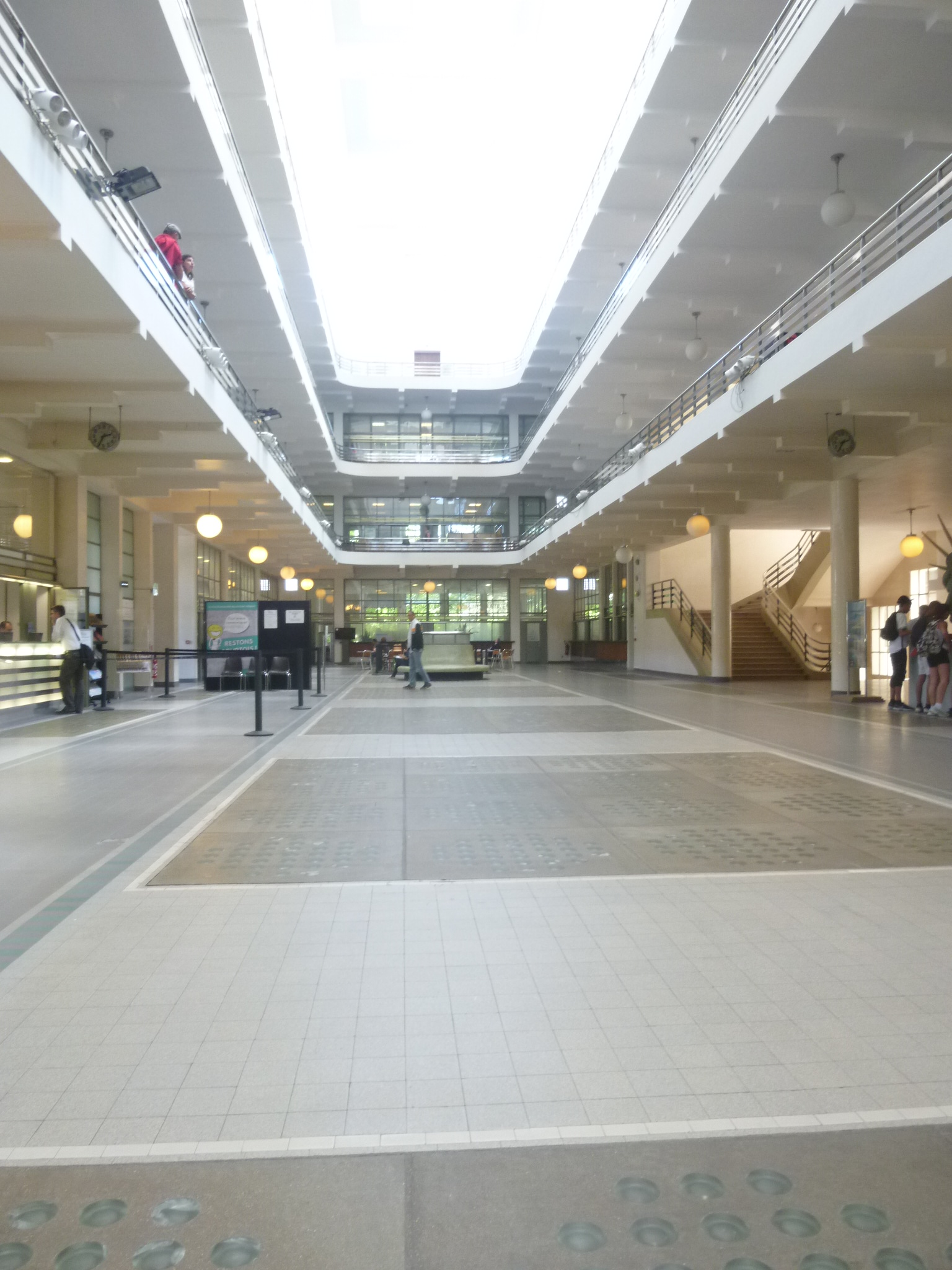
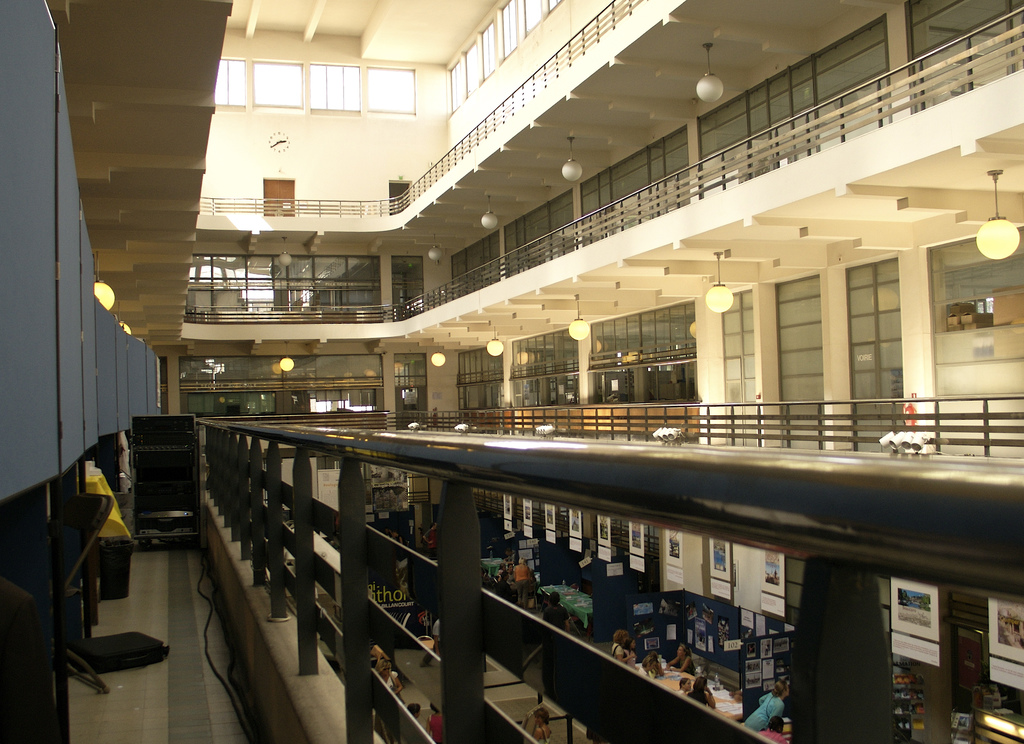
Intérieur de l'hôtel de ville.
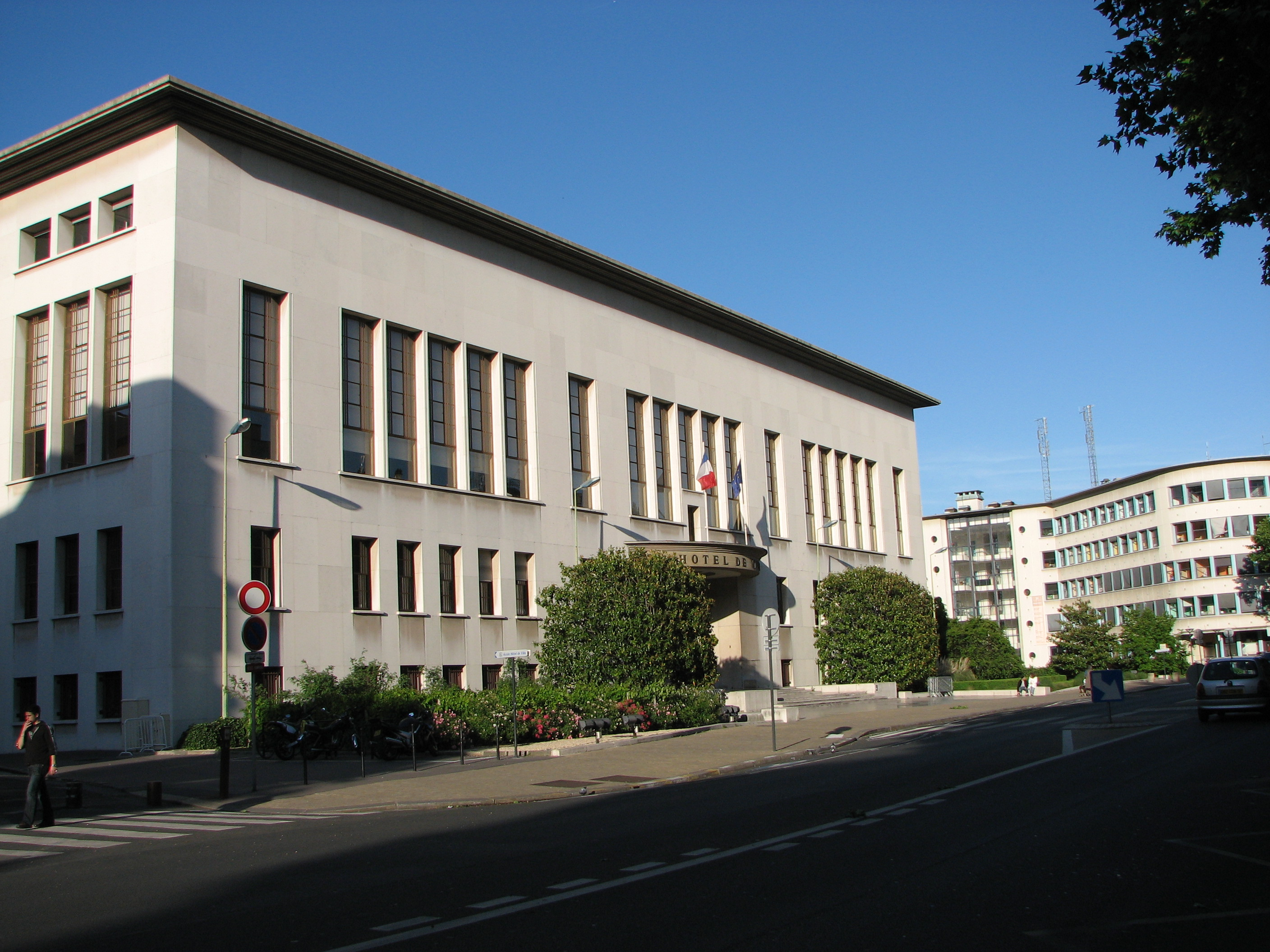
Façade principale de l'hôtel de ville.
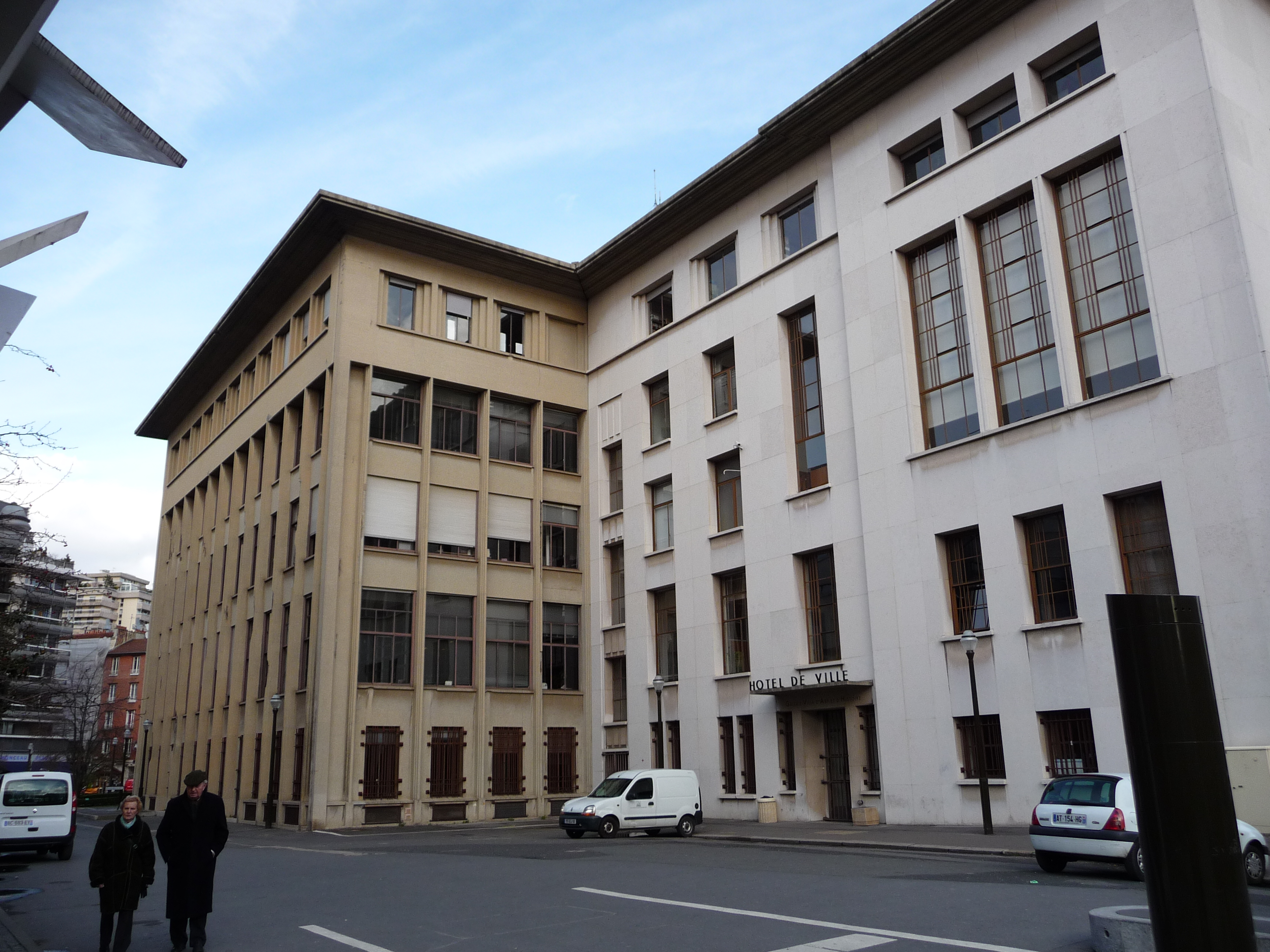
Façade est de l'hôtel de ville.